# Mick Jagger
Sir Michael Philip „Mick” Jagger (ur. 26 lipca 1943 w Dartford) – brytyjski wokalista, kompozytor i autor tekstów, który wykonuje piosenki oparte na bluesie i soulu.
Współzałożyciel i lider rockowego zespołu The Rolling Stones, którego płyty rozeszły się w ponad 200 milionach egzemplarzy w ciągu pięciu dekad kariery. Wraz z grupą odniósł jeden z największych sukcesów komercyjnych w historii muzyki spośród wszystkich zespołów rockowych świata. Jest współtwórcą większości repertuaru grupy (wraz z gitarzystą Keithem Richardsem). Jako solista wydał pięć albumów, które cieszyły się umiarkowanym powodzeniem, a także próbował kariery aktorskiej, ale bez większego powodzenia.
12 grudnia 2003 królowa brytyjska Elżbieta II uhonorowała go brytyjskim tytułem szlacheckim i Orderem Imperium Brytyjskiego.
W 2006 został sklasyfikowany na 15. miejscu listy 100 najlepszych wokalistów wszech czasów według Hit Parader. Wartość jego majątku pod koniec XX wieku oszacowano na ponad 230 mln dolarów.

## Życiorys

### Rodzina i edukacja
Urodził się 26 lipca 1943 w szpitalu Livinstone s Dartford w Anglii, w hrabstwie Kent, w dystrykcie Dartford. Jest synem nauczyciela wychowania fizycznego Basila Fanshawe „Joego” Jaggera (1913–) i fryzjerki Evy Ensley Mary z domu Scutts (1914–). Ma młodszego brata, Christophera (ur. 1947). Dorastał w domu przy Denver Road 39 w zachodniej części Dartfordu, a w 1954 przeniósł się z rodziną do Wilmington. Był energicznym, inteligentnym i posłusznym (szczególnie matce), ale czasem także krnąbrnym i agresywnym dzieckiem. Już jako dziecko potrafił naśladować inne osoby i miał zdolność improwizacji. W dzieciństwie śpiewał w chórze kościelnym, w późniejszych latach zafascynował się twórczością czarnoskórych artystów, takimi jak Chuck Berry, Big Bill Broonzy, Muddy Waters czy Little Richarda. Zdaniem matki, był „najmniej muzykalny z całej rodziny”. Pasjonował się sportem. Kiedy miał 12 lat, podjął pracę w amerykańskiej bazie wojskowej, gdzie prowadził zajęcia z gimnastyki i treningi biegowe. W drugiej połowie lat 50. był doradcą programu Seeing Sport (pol. Oglądając sport) w ATV. Latem przed podjęciem studiów pracował jako portier w szpitalu psychiatrycznym w Bexley, a w trakcie studiów pracował na poczcie w Dartfordzie i w bibliotece.
Ukończył naukę w Dartford Maypole County Primary School. Był przeciętnie uczącym się uczniem, z roku na rok pogarszał się w nauce. W 1960, po otrzymaniu stypendium w wysokości 350 funtów, podjął studia z rachunkowości i finansów na London School of Economics, które przerwał przed rokiem akademickim w 1963, by kontynuować karierę muzyczną.

### Kariera muzyczna
W 1957 przeszedł mutację głosu. Jako nastolatek krytykował muzykę pop, ale zmienił nastawienie do tego gatunku po pójściu na koncert The Crickets w marcu 1958. Razem z Dickiem Taylorem założył bluesowy zespół, funkcjonujący pod nazwami Little Boy Blue i The Blue Boys, w którym śpiewał. Na początku lat 60. podczas ćwiczeń sali gimnastycznej ugryzł się w język, co sprowokowało u niego zmianę sposobu śpiewania, z czego w późniejszym czasie uczynił swój atut i cechę charakterystyczną.
W październiku 1961 podczas podróży pociągiem odnowił znajomość z przypadkowo spotkanym Keithem Richardsem, z którymi poznali się jako dzieci, ale w okresie szkolnym stracili kontakt. Ich przyjaźń scementowało zamiłowanie do amerykańskiej muzyki i elektronicznego bluesa. Wiosną 1962 śpiewał gościnnie z zespołem Blues Incorporated Alexisa Kornera podczas cotygodniowych koncertów grupy w Ealing Jazz Club i Marquee Club. Na przełomie 1961 i 1962 regularnie występował w G Clubie, w którym śpiewał utwory bluesowe. W czerwcu 1962 wybrał się z Richardsem na jedną z prób zespołu Briana Jonesa, a niedługo później przyłączyli się do jego zespołu. 12 lipca z nowym zespołem – nazwanym The Rolling Stones – zagrał pierwszy wspólny koncert w Marquee Club. W połowie lata zaczął grać na harmonijce ustnej. W sierpniu tego samego roku wprowadził się do Jonesa, który samotnie wynajmował mieszkanie przy Edith Grove 102 w Chelsea (Londyn). Wynajmowali mieszkanie bez ogrzewania i z jednym łóżkiem, za 15 funtów tygodniowo (w większości opłacane przez Jaggera ze stypendium naukowego). W wolnych chwilach słuchał z nim płyt (najczęściej Muddy’go Watersa) oraz grał i śpiewał bluesa.

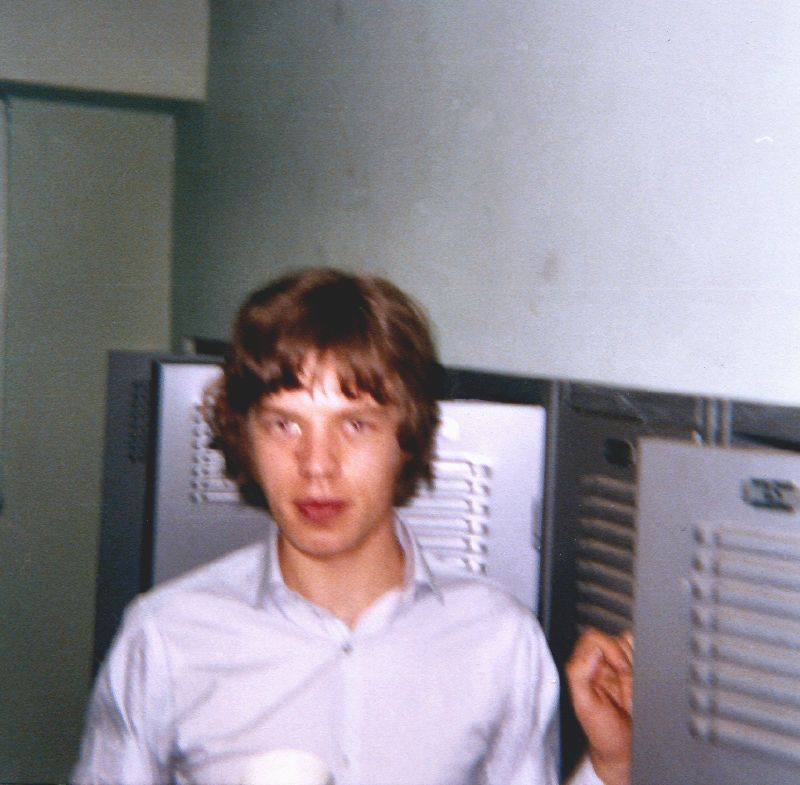
Jagger (1965)

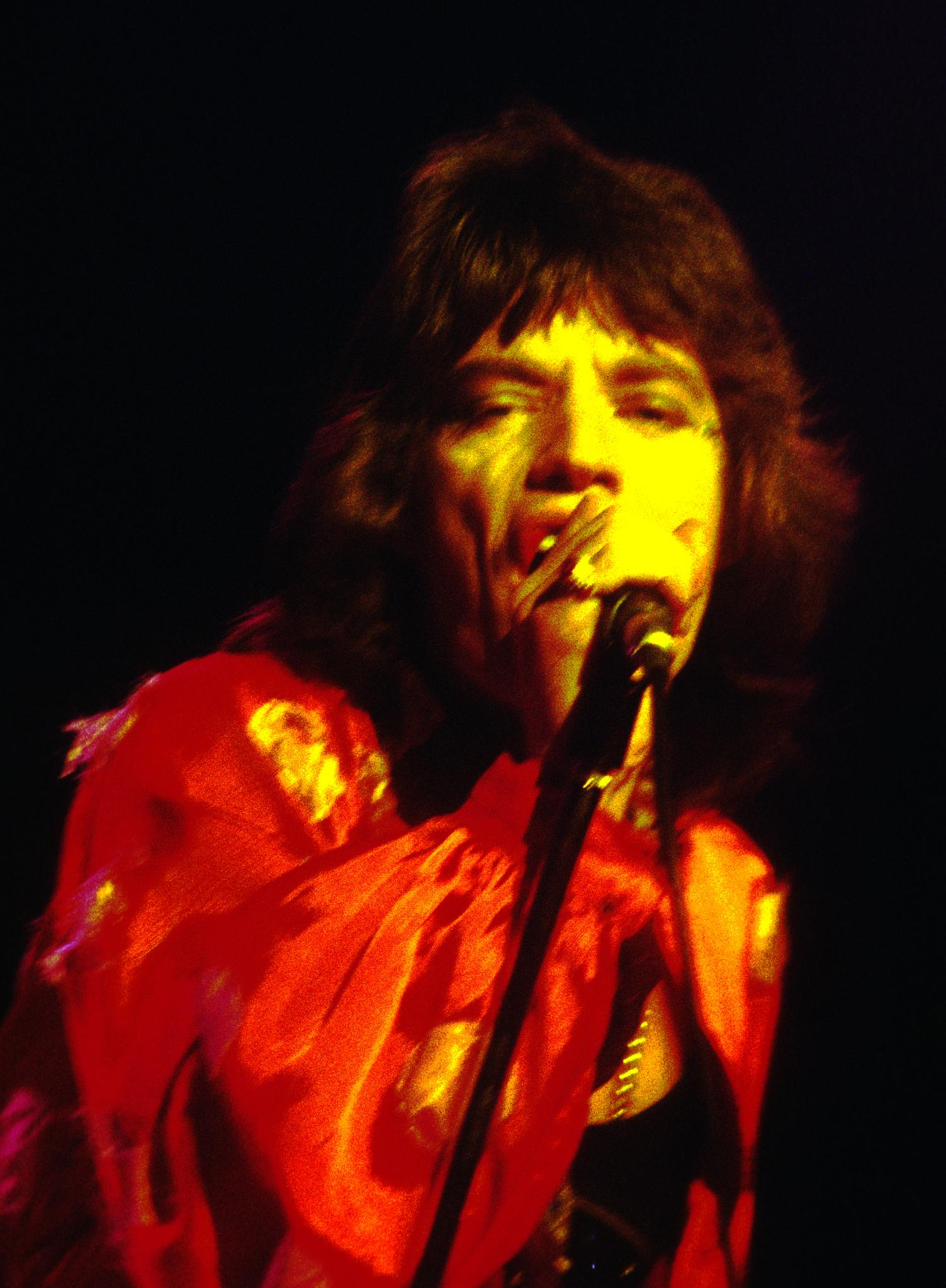
Jagger (1972)

W 1963 przeprowadził się z Richardsem do mieszkania na Mapesbury Road 33 w Kilburn, gdzie – zachęceni przez menedżera The Rolling Stones, Andrew Looga Oldhama – zaczęli wspólnie pisać piosenki. Oprócz utworów, które nagrali z pozostałymi członkami The Rolling Stones, napisali też m.in. piosenki: „It Should Be You” (którą sprzedali George’owi Beanowi), „Shang A Doo Lang” (nagrany przez Adrienne Postę) i „As Tears Go By” (z którym Marianne Faithfull dotarła do dziewiątego miejsca na liście przebojów).
Od 1964 pozostawał pod obserwacją FBI. Wiosną 1964 wziął udział w sesji zdjęciowej do magazynu „Vogue”. W czerwcu 1967 zaśpiewał z zespołem The Beatles utwór „All You Need Is Love” w programie telewizyjnym Our World. Skomponował muzykę do filmu Kennetha Angera Invocation of My Demon Brother (1969). W 1970 został prezesem wytwórni płytowej Marshall Chess. W 1974 wystąpił okazjonalnie z Davidem Bowie, Erikiem Claptonem i Bobem Dylanem.
W lipcu 1982 zaczął pracować nad książką autobiograficzną, którą miała ukazać się nakładem wydawnictwa Weidenfeld & Nicolson, jednak jej maszynopis został chłodno odebrany przez redakcję firmy, dlatego w kwietniu 1985 zrezygnował z pomysłu jej wydania. W połowie lat 80. pokłócił się z Keithem Richardsem o dominację w The Rolling Stones, co doprowadziło do zawieszenie działalności zespołu. 4 marca 1985 nakładem wytwórni CBS Records wydał swój debiutancki solowy album pt. She’s the Boss, z którym dotarł do pierwszego miejsca na brytyjskiej liście sprzedaży i czwartego miejsca na amerykańskim Billboard 200. Płytę promował singlami: „Just Another Night”, „Lucky in Love” i „Hard Love”. 13 lipca 1985 wystąpił w koncercie charytatywnym Live Aid w Filadelfii, śpiewając w duecie z Tiną Turner. W następnym miesiącu wydał singiel „Dancin’ in the Streets”, który nagrał w duecie z Davidem Bowie. Z utworem dotarli do pierwszego miejsca na brytyjskiej liście przebojów i amerykańskiej Hot 100. Duet otrzymał także nagrodę MTV Video Music Award – występ ogólny w teledysku. W 1986 wystąpił w duecie z Davidem Bowie podczas koncertu fundacji Prince’s Trust w Londynie.
14 września 1987 wydał drugi solowy album pt. Primitive Cool, z którym dotarł do 18. miejsca na liście sprzedaży w Wielkiej Brytanii i 41. miejsca w USA. Płytę promował teledyskami do singli: „Throwaway” i „Let’s Work”. Od 15 do 25 marca 1988 odbył trasę koncertową Suntory Dry Beer Live w Japonii, podczas której zaśpiewał m.in. kilka przebojów The Rolling Stones. Ze względu na nikłą sprzedaż solowych płyt w 1988 pogodził się z Keithem Richardsem i wznowił działalność The Rolling Stones. Jesienią tego samego roku zagrał 16 koncertów w Australii, wystąpił też w Auckland i Dżakarcie. 9 lutego 1993 wydał bluesowy album pt. Wandering Spirit. W 2001 premierę miał jego czwarty solowy album pt. Goddess in the Doorway.

### Kariera filmowa

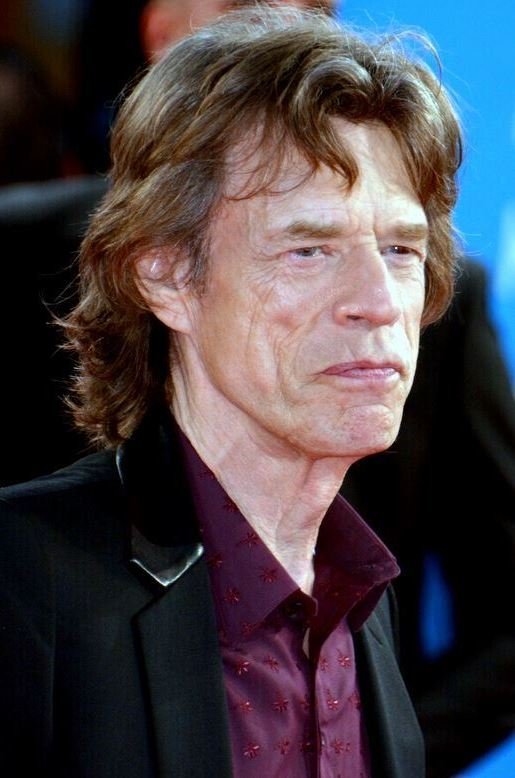
Jagger (2014)

Jako aktor zadebiutował rolą australijskiego bandyty Neda Kelly’ego w filmie biograficznym Tony’ego Richardsona Ned Kelly (1970). Wystąpił także w roli pustelnika Turnera w filmie Donalda Cammella i Nicolasa Roega Przedstawienie (Performance, 1970), który został wyróżniony pierwszą nagrodą na festiwalu filmów pornograficznych w Holandii, jednak nigdy nie był rozpowszechniany w kinach. 
Odrzucił propozycje zagrania m.in. w filmach: Narodziny gwiazdy (A Star Is Born, 1976), Fitzcatraldo (1982) i Ishtar (1987). Zagrał najemnika poszukującego dawców mózgu w chłodno przyjętym thrillerze futurystycznym Freejack (1992), który był nominowany do nagrody Saturna za najlepszy film science fiction. Wspólnie z Lorne Michaelsem zajął się produkcją dramatu sensacyjno-wojennego wg powieści Roberta Harrisa Enigma (2001), w którym pojawił się cameo jako oficer RAF. W 2016 na antenie HBO premierę miał serial Winyl, który współtworzył Jagger.

## Wizerunek sceniczny

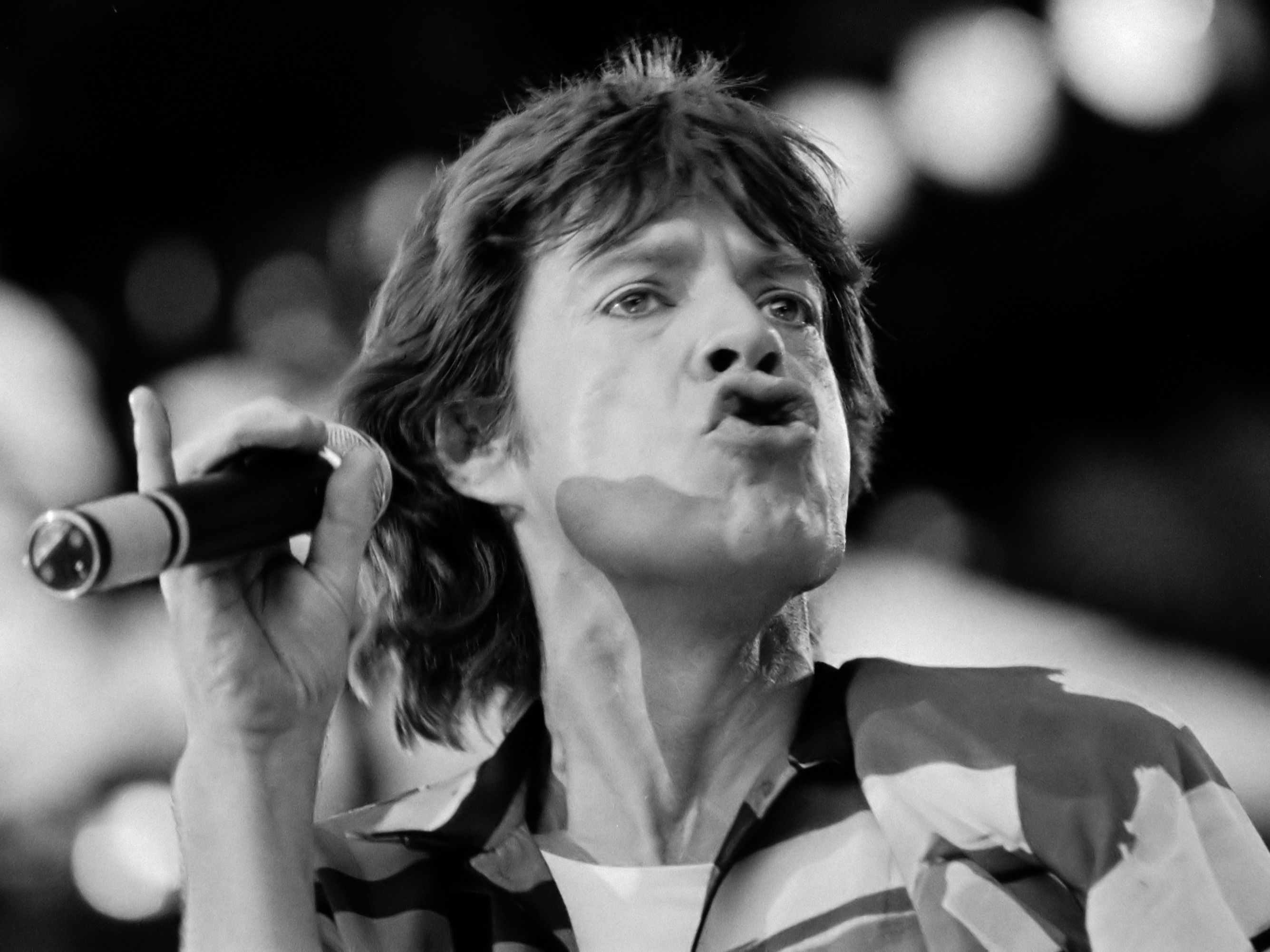
Jagger (1982)

Kreowany był na symbol seksu. W latach 60. stał się idolem nastolatek. Przez pierwsze lata kariery nosił długie włosy, przez które właściciele części kawiarni i barów zakazywali mu występów. W pierwszej połowie lat 70. ostrzygł się na krótko. W latach 60. zaczął stosować makijaż sceniczny – używał szminki i tuszu do rzęs.
Podczas występów nosił buty na wysokim obcasie i dopasowane spodnie. W 1976 został okrzyknięty „najlepiej ubierającym się muzykiem” według redakcji „New Musical Express”.
Na scenie tańczył w prowokacyjny sposób, m.in. stawał tyłem do publiczności i potrząsał pośladkami, a także wykonywał wypady w stronę widowni i skłony w bok. Podczas występów charakterystycznie wydymał wargi.

## Życie prywatne

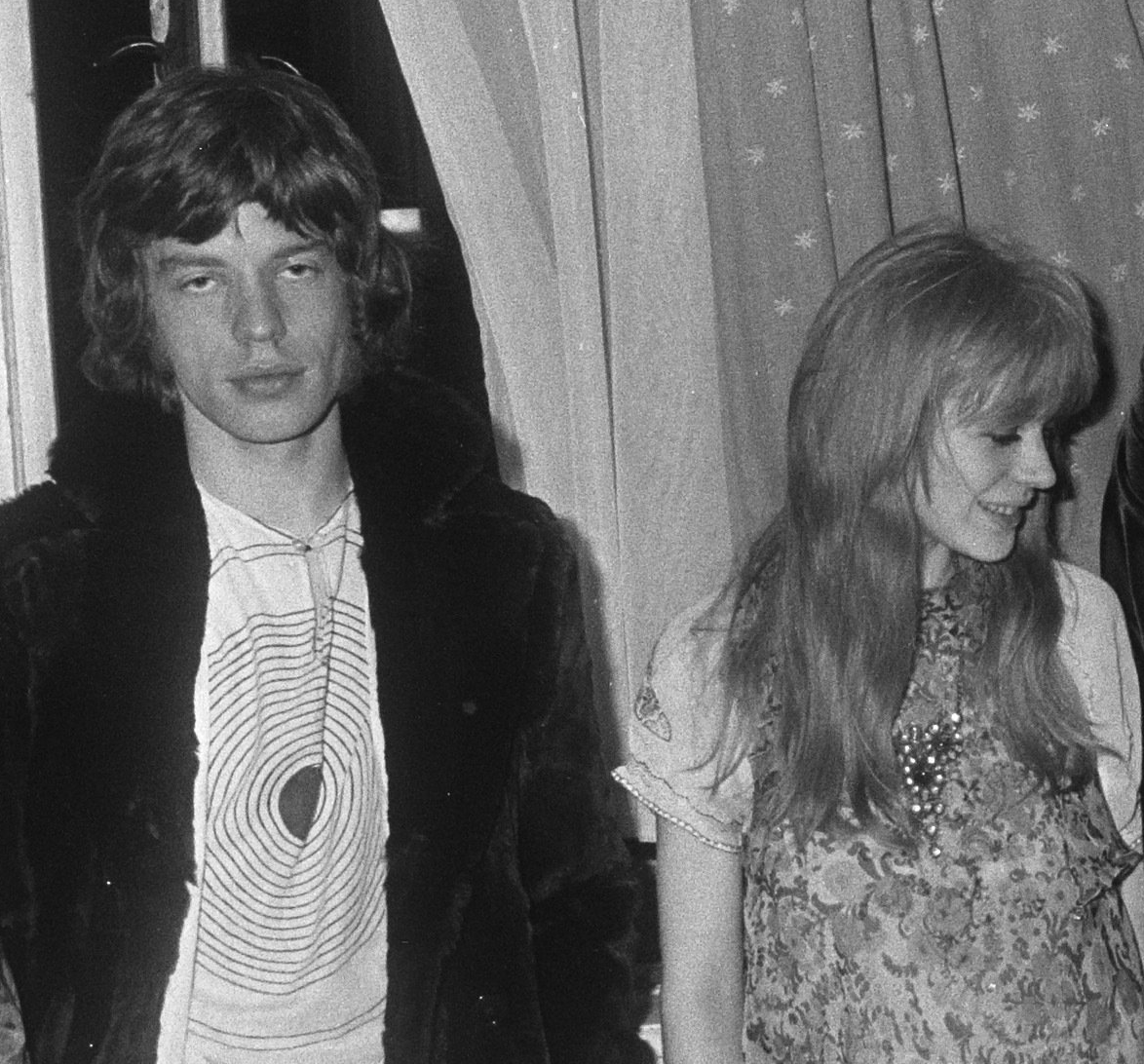
Jagger i Marianne Faithfull (1967)

Jego pierwszą dziewczyną była Chrissie Shrimpton, z którą był zaręczony. W 1965 nawiązał romans z piosenkarką Marianne Faithfull, modelką Anitą Pallenberg i aktorką Brigitte Bardot. Shrimpton, załamana rozstaniem z Jaggerem, podjęła próbę samobójczą, przedawkowując tabletki nasenne, jednak artysta w porę ją znalazł i zabrał do szpitala. Niedługo po poronieniu ciąży przez Faithfull w listopadzie 1968 nawiązał romans z aktorką i piosenkarką Marshą Hunt, z którą ma córkę Karis (ur. 4 listopada 1970), ale oficjalnie uznał dziecko za swoje dopiero w czerwcu 1984. W czerwcu 1970 definitywnie zakończył się jego trwający prawie cztery lata związek z Faithfull. 
12 maja 1971 w Kaplicy św. Anny w Saint-Tropez we Francji ożenił się z nikaraguańską modelką Biancą Pérez-Morą Macías, z którą ma córkę, Jade Sheenę Jezebel (ur. 21 października 1971). Choć rozstał się z żoną już w 1973, to rozwód wziął dopiero w listopadzie 1979. W 1977 związał się z teksańską modelką Jerry Hall, którą poślubił 21 listopada 1990 na Bali. Mają dwie córki: Elizabeth Scarlett (ur. 2 marca 1984) i Georgię May (ur. 12 lutego 1992) i dwóch synów: Jamesa Leroya Augustina (ur. 1986) i Gabriela Luke’a Beauregarda (ur. 1997). Rozstali się w 1999. Jeszcze w trakcie związku z Hall romansował z włoską modelką Carlą Bruni (1992) i czeską modelką Janą Rajlich (1996). W latach 1998–1999 był związany z modelką Lucianą Morad, z którą ma syna Lucasa Maurice’a (ur. w maju 1999). W 2001 związał się z amerykańską stylistką i projektantką mody, L’Wren Scott, a po jej samobójstwie w 2014 (spowodowanym depresją) ustanowił na lata 2015–2017 stypendium jej imienia, pokrywające roczne koszty studiów dla jednej osoby na kierunku projektowanie mody w szkole Central Saint Martins w Londynie. Od 2014 związany jest z młodszą o 44 lata tancerką baletową Melanie Hamrick, z którą ma syna Deverauxa Octaviana Basila (ur. 8 grudnia 2016).
W 1967 został aresztowany za posiadanie nielegalnej amfetaminy. Otrzymał karę trzech miesięcy pozbawienia wolności i został osadzony w więzieniu Lewes, ale wyszedł z niego już następnego dnia w związku z zawieszeniem wyroku przez sąd apelacyjny.

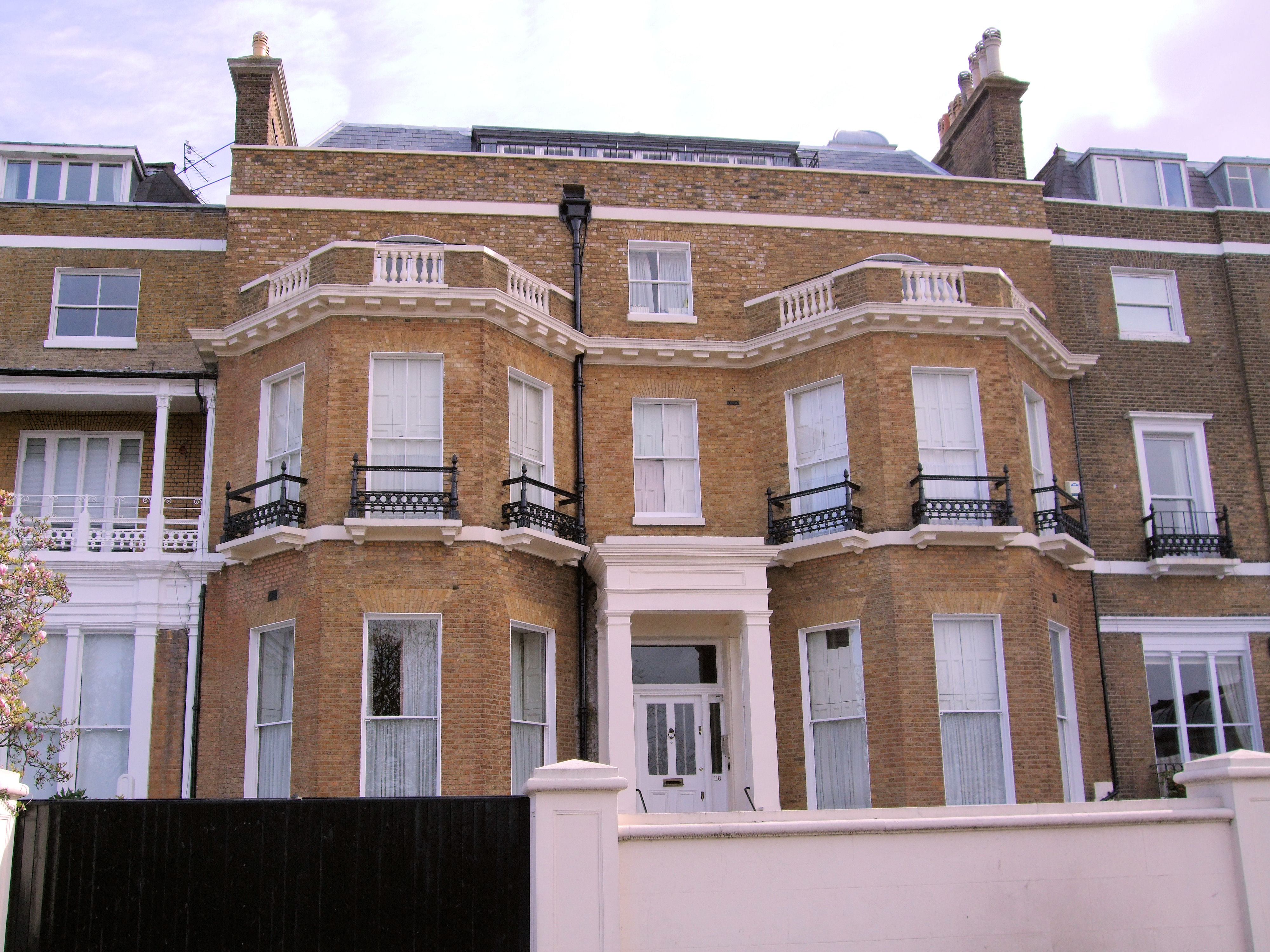
Downe House

W 1967 kupił posiadłość przy Cheyne Walk 48 w Chelsea i dom Stargroves niedaleko Newbury; drugą z nieruchomości sprzedał w 1979. W 1976 i 1981 kupił domy w Nowym Jorku. W 1991 kupił posiadłość Downe House w Richmond (Londyn).
W kwietniu 2019 przeszedł operację wymiany zastawki aortalnej serca.

## Publikacje
- Mick Jagger In His Own Words, 1982, Delilah/Putnam, ISBN 978-0-399-41011-6.

## Dyskografia
Albumy
| 1985                           | She’s the Boss - Data: 21 lutego 1985 - Wydawca: CBS Records               | 13 | 6  | – | 7  | 3  | –  | 2  | 4  | - RIAA: platynowa płyta |
| 1987                           | Primitive Cool - Data: 14 września 1987 - Wydawca: CBS Records             | 41 | 26 | – | 15 | 14 | –  | 5  | 13 |                         |
| 1993                           | Wandering Spirit - Data: 9 lutego 1993 - Wydawca: Atlantic Records         | 11 | 12 | 3 | 2  | 2  | –  | 3  | 4  | - RIAA: złota płyta     |
| 2001                           | Goddess in the Doorway - Data: 19 listopada 2001 - Wydawca: Virgin Records | 39 | 44 | 2 | 3  | 8  | 12 | 11 | 8  |                         |
| „–” pozycja nie była notowana. |                                                                            |    |    |   |    |    |    |    |    |                         |

Kompilacje
| Rok  | Tytuł                                                                                      | Pozycja na liście | Pozycja na liście | Pozycja na liście | Pozycja na liście | Pozycja na liście | Pozycja na liście | Pozycja na liście |
| Rok  | Tytuł                                                                                      | USA               | GBR               | DEU               | AUT               | CHE               | NLD               | NOR               |
| ---- | ------------------------------------------------------------------------------------------ | ----------------- | ----------------- | ----------------- | ----------------- | ----------------- | ----------------- | ----------------- |
| 2008 | The Very Best of Mick Jagger - Data: 1 października 2007 - Wydawca: Atlantic/Rhino Records | 77                | 57                | 8                 | 25                | 44                | 27                | 25                |

Ścieżki dźwiękowe
| Rok  | Tytuł                                                                                |
| ---- | ------------------------------------------------------------------------------------ |
| 2004 | Alfie (oraz David A. Stewart) - Data: 19 października 2004 - Wydawca: Virgin Records |

## Filmografia
| Rok  | Tytuł                                                   | Rola                          | Reżyser                      |
| ---- | ------------------------------------------------------- | ----------------------------- | ---------------------------- |
| 1970 | Kreacja (Performance)                                   | Turner                        | Donald Cammell, Nicolas Roeg |
| 1970 | Ned Kelly                                               | Ned Kelly                     | Tony Richardson              |
| 1977 | The War Between the Tates (TV)                          | Joe Freedom                   | Lee Philips                  |
| 1992 | Freejack                                                | Vacendak                      | Geoff Murphy                 |
| 1997 | Piętno (Bent)                                           | Greta/George                  | Sean Mathias                 |
| 2001 | Gra w słowa (The Man from Elysian Fields)               | Luther Fox                    | George Hickenlooper          |
| 2001 | Enigma                                                  | żołnierz w barze              | Michael Apted                |
| 2007 | Jak obrabować Micka Jaggera (The Knights of Prosperity) | w roli samego siebie          | Rob Burnett, Jon Beckerman   |
| 2008 | Angielska robota (The Bank Job)                         | pracownik banku – przy sejfie | Roger Donaldson              |
| 2019 | Obraz pożądania (The Burnt Orange Heresy)               | Joseph Cassidy                | Giuseppe Capotondi           |